# Creatophora
Creatophora is een geslacht van zangvogels uit de familie spreeuwen (Sturnidae). Er is één soort:
- Creatophora cinerea  –  Lelspreeuw